# A Gift from Santa Claus
A Gift from Santa Claus è un cortometraggio muto del 1909 diretto da Edwin S. Porter.

## Produzione
Il film fu prodotto dalla Edison Manufacturing Company.

## Distribuzione
Distribuito dalla Edison Manufacturing Company, il film - un cortometraggio in una bobina - uscì nelle sale cinematografiche statunitensi il 17 dicembre 1909.